# Bad Bibra
Pour les articles homonymes, voir Bibra.
Bad Bibra est une ville de Saxe-Anhalt en Allemagne.